# Johnny Rockets
Johnny Rockets est une chaîne de restaurants franchisés américaine, dont le concept est de créer une ambiance typique de restaurant américain des années 1950. Depuis les années 1950, la mode du « diner-style » est devenue monnaie courante.

## Caractéristiques
Les publicités Coca-Cola, les silhouettes grandeur nature de femmes en uniformes durant la Seconde Guerre mondiale, les jukeboxes, les éléments chromés du mobilier et les banquettes de couleur vinyle rouge sont autant d’éléments qui participent à l’atmosphère du restaurant. Certains de ces restaurants sont notamment connus pour des spectacles de chant et de danse réalisés toutes les demi-heures par les employés. Le smiley dessiné avec du ketchup dans l'assiette de frites est le symbole de la maison. Le menu, la présentation, les chaises de bar et l’espace grill s’inspirent d’un restaurant créé en 1947 (toujours en activité), The Apple Pan, à Los Angeles. Sa spécialité est un hamburger cuit devant le client et servi dans son emballage papier.

## Historique

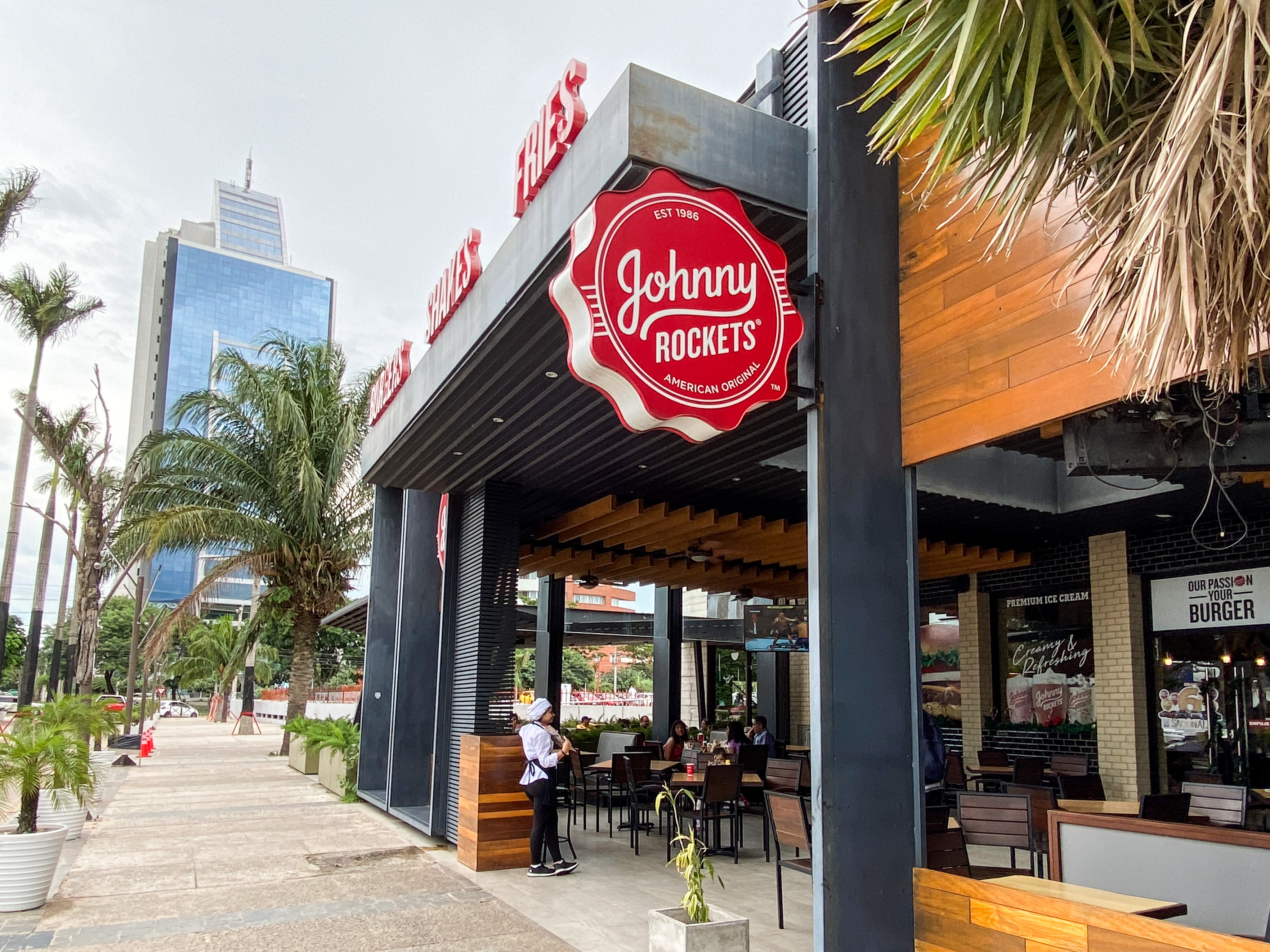
Un restaurant Johnny Rockets à Santa Cruz de la Sierra, en Bolivie.

Johnny Rockets a été fondé le 6 juin 1986 par Ronn Teitelbaum à Los Angeles. La première enseigne, dont la capacité d’accueil était de 20 couverts, a vu le jour sur Melrose Avenue.
En 1999, la Royal Caribbean International a installé un Johnny Rockets sur l’un de ses bateaux de croisière, créant ainsi le premier Johnny Rockets « mobile ». Depuis ce jour, on peut trouver l’un de ces restaurants sur chacun des bateaux de croisière de la compagnie.
Le plus grand restaurant Johnny Rockets a ouvert ses portes le 25 avril 2006 dans le parc d’attraction Knott's Berry Farm (à Buena Park, en Californie). Il s’étend sur 550 m2, et sa capacité d’accueil est de 260 personnes. Il se situe dans la partie du parc appelée The Boardwalk.
En février 2007, la société de capitaux privés Red Zone Capital dirigée par Daniel Snyder a racheté la chaîne de restaurants. D. Snyder a déclaré vouloir la développer sur le territoire américain ainsi que l’exporter au-delà des frontières. Il a également exprimé le souhait d’ouvrir de plus petites franchises connues sous le nom de « Johnny Rockets Express ».
En 2017, John Fuller, CEO de l’enseigne, a fait une apparition dans l'émission Undercover Boss diffusée sur la chaîne CBS.
En juin 2012, l’acteur-réalisateur américain Don Cheadle a acheté deux acres de terrain dans un quartier de Denver (Colorado) sur lesquels sera bientôt construit le plus grand Johnny Rockets au monde.